# Aulacorhynchus wagleri
El tucanete de Wagler (Aulacorhynchus wagleri) es una especie de ave piciforme de la familia Ramphastidae endémica de México. El nombre de la especie conmemora al herpetólogo y ornitólogo alemán Johann Georg Wagler. Es considerada como subespecie del tucán esmeralda (Aulacorhynchus prasinus) por algunas autoridades taxonómicas No se reconocen subespecies.

## Descripción
Los adultos miden entre 32 y 37 cm de largo y el peso puede variar desde 158 a 202 gramos. Ambos sexos son similares en apariencia, aunque la hembra en general es más pequeña y tiene el pico ligeramente más corto. Es similar a los otros miembros del género Aulacorhynchus, con el plumaje principalmente verde. Las infracoberteras caudales y la punta de la cola son marrón. El pico es negro con amarillo en el maxilar superior y una banda blanca en la base. Tiene la garganta blanca y un anillo ocular oscuro, con aspecto negruzco desde la distancia. Las patas son grisáceas y el iris oscuro.

## Distribución
Es endémico del suroeste de México, se distribuye desde el río Balsas en el oeste de Guerrero, a través de la Sierra Madre del Sur, hasta el río Tehuantepec en el sureste de Oaxaca.